# 拉美西斯三世
拉美西斯三世（Ramesses III，公元前1186年—約公元前1155年4月）是古埃及第二十王朝第二位法老，在位32年。

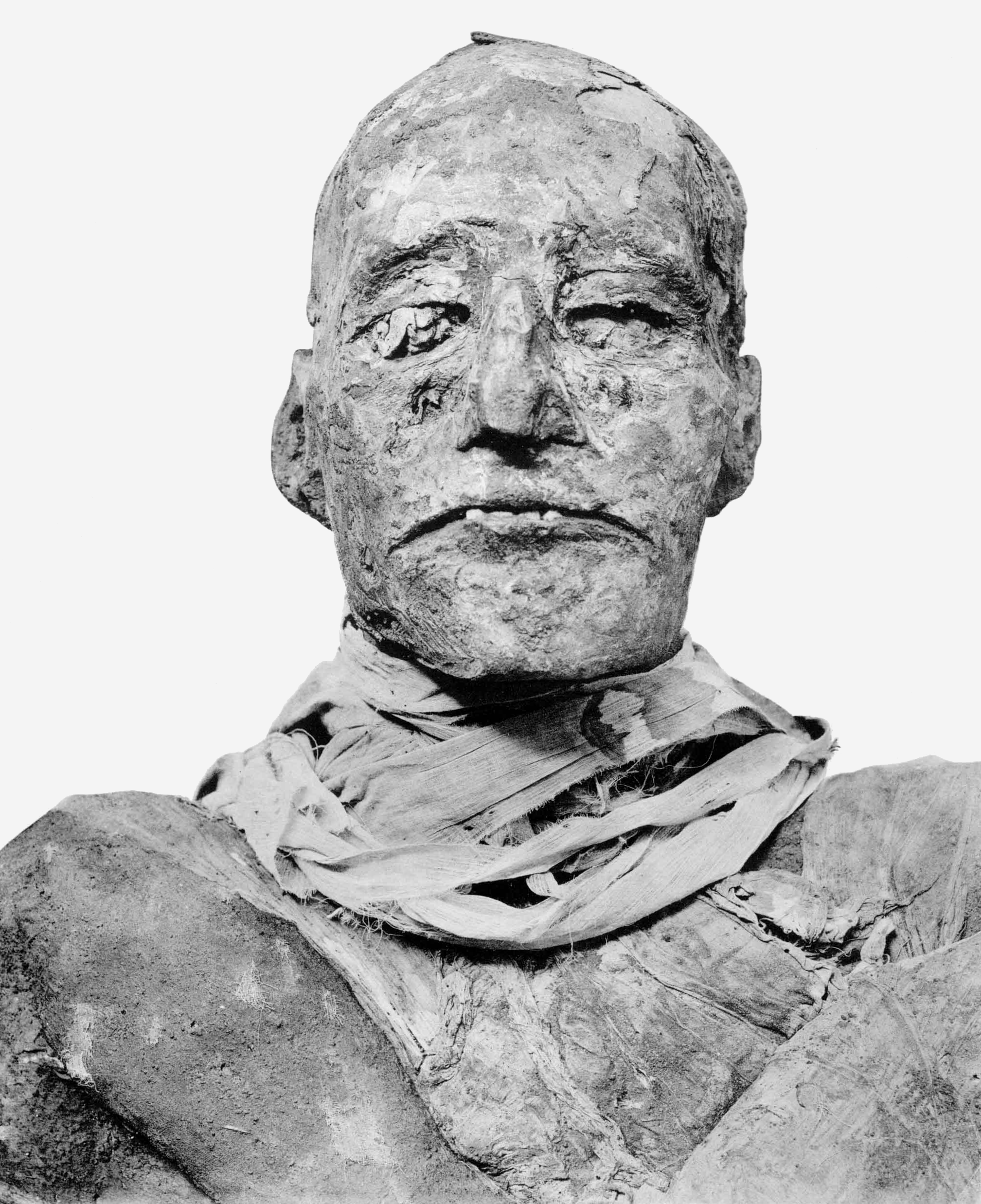
拉美西斯三世的木乃伊,现藏开罗博物馆

其木乃伊已被发现，现藏开罗博物馆。

## 与海上民族对战
拉美西斯三世改编军队，使用外族雇傭兵，阻止利比亚和海上民族的入侵。在位第8年，海上民族從海上及陸路入侵埃及，雖然埃及在兩次戰役中擊敗他們，仍不能阻止他們在埃及的亞洲領土上建立數個新國。戰爭消耗了埃及的財富，令埃及在亞洲的勢力趨向衰落。

## 罢工事件
第29年（公元前1158年）發生記載史上的第一次罷工，起因是修建王陵的工人得不到足夠的口糧。拉美西斯三世修建麦迪奈·哈布神庙。在拉美西斯三世当政的第32年(公元前1155年)，由于居民的贫困和贵族的分裂意图，国家继续走向衰落。

## 与祭师的关系
有关他的文物另有所谓“哈里斯纸草书”，记载了法老为寻求祭司阶层的支持，不得不付给神庙大量捐款。

## 宫廷密谋事件
指公元前1155年4月，拉美西斯三世的第二任皇后泰伊策劃的宫廷谋杀，她的動機是欲為兒子彭塔瓦尔奪取王位繼承權，她勾结大臣并策划暗杀法老，法老可能在此事件中被杀害，但也有指法老成功逃过一劫，但在不久后去世，大約40人被捕及受審，其中包括皇后和王子彭塔瓦尔，全部被判死刑，皇后下落不明，而彭塔瓦尔则是自杀身亡，史称拉美西斯三世宫廷密谋事件。審訊紀錄在現代被發現，研究人员在检验法老的木乃伊后发现了喉咙的刀割伤，这说明他可能死于割喉。而在伤口上发现了一个护身符，这可能是因为埃及人想让法老的伤口愈合并能到天国享福，因为埃及人认为要到天国，他们的木乃伊就要完好无缺，而皇后和王子的墓室则是被破坏，盗劫并把皇后和彭塔瓦尔名字抠去，因为埃及人担心皇后和彭塔瓦尔会到天国享福。一具在哈特谢普苏特女皇的停灵庙一个木乃伊坑（DB320）中发现的“不明男尸E”（又称“尖叫木乃伊”）在经过DNA测试后被认为是彭塔瓦尔，该具木乃伊现藏于开罗博物馆。

## 家庭
拉美西斯三世是法老塞特纳赫特与皇后泰伊-美仁尼斯的儿子。他在塞特纳赫特去世后继承皇位。拉美西斯三世拥有许多貌美嫔妃，如今可以考證的有三个，其中他的第二任皇后泰伊更涉及于拉美西斯三世宫廷密谋事件。
他的三个已知嫔妃分别是：
- 蒂蒂克拉：拉美西斯四世的母亲，根据记载，她可能是拉美西斯三世最宠爱的嫔妃，拉美西斯三世因想让她的儿子拉美西斯四世继位而产生拉美西斯三世宫廷密谋事件，之後就沒有她的記載。
- 泰伊：拉美西斯三世的第二任皇后，为了让他的王子继位而夺权并勾结大臣一起谋杀拉美西斯三世，拉美西斯三世宫廷密谋事件的主谋，后可能与所以密谋者一起被处决，其子则是在事败后自杀身亡。
- 伊西斯，本名Iset Ta-Hemdjert，为亚洲籍女子，母为叙利亚籍女子，Hemdjert，父亲身份有待查证。拉美西斯三世的正宫，她已知是拉美西斯六世与王子蒙图荷柯普赛夫的母亲。

拉美西斯三世也拥有许多孩子，拉美西斯三世的孩子的名字大部分和拉美西斯二世的孩子的名字一样。拉美西斯三世大部分的孩子生母不详，有三个儿子成为法老：
- 拉美西斯四世，法老，母蒂蒂克拉
- 拉美西斯六世，法老，母伊西斯
- 拉美西斯八世，法老，母不详
- meryamun
- 帕拉荷温尼美夫，王子，母不详
- 卡伊瓦斯特，王子，母不详，木乃伊现藏都灵埃及博物馆
- 美力亚图姆，王子，母不详
- 蒙图荷柯普赛夫，王子，母伊西斯
- 彭塔瓦尔，王子，母泰伊，涉及于拉美西斯三世宫廷密谋事件，在事件暴露后自杀
- 杜阿藤特帕特，公主，母不详，后为拉美西斯四世的皇后

## 扩展阅读
- Eric H. Cline and David O'Connor, eds. Ramesses III: The Life and Times of Egypt's Last Hero (University of Michigan Press; 2012) 560 pages; essays by scholars